# Rocco Granata
Rocco Granata (Figline Vegliaturo, 16 agosto 1938) è un cantautore e attore italiano naturalizzato belga.
È conosciuto soprattutto per essere l'autore del celebre brano musicale Marina, ed è anche attore di televisione.
Canta prevalentemente in italiano, fiammingo e tedesco.

## Biografia
Nato a Figline Vegliaturo in provincia di Cosenza, era ancora bambino quando con la famiglia emigrò a Waterschei (Genk), in Belgio, dove il padre lavorava nelle miniere di carbone. 
Rocco sin dall'età di dieci anni aspirava a diventare fisarmonicista; riuscì a mettere assieme una band, Il Quintetto Internazionale, a suonare in Belgio e a incidere un 45 giri nel 1959 con le canzoni Marina/Manuela.
Il lato A è diventato un successo internazionale: ottenne la prima posizione nelle classifiche in Belgio, in Italia per quattro settimane, in Germania per nove settimane, in Olanda per 13 settimane, in Norvegia per 15 settimane e raggiunse tutta l'Europa fino agli Stati Uniti.
Ha venduto oltre un milione di copie nella sola Germania e si è aggiudicato un disco d'oro La canzone è stata reinterpretata da molti altri musicisti come Marino Marini, Dean Martin, Caterina Valente, The Four Aces, Perez Prado, Dalida e Louis Armstrong.
Dopo il successo di Marina, Granata ha girato il mondo, comprese alcune date alla Carnegie Hall di New York.
Ha ottenuto una grande popolarità in Germania, dove il suo più grande successo dopo Marina è stato Buona Notte Bambino (1963), nella versione in tedesco.
Nel 1989, un dance remix "Marina 120 BPM" di nuovo ottiene il primo posto nelle classifiche belga, italiana e tedesca, ed è perfino un successo in paesi sudamericani.
Nel 2009, in Germania Marina è stata dichiarata la miglior canzone di successo in italiano di tutti i tempi.
Nel 1961 presentò al Festival di Sanremo Carolina, dai!, cantata in abbinamento con Sergio Bruni, che si piazzò al nono posto.
Ha partecipato a numerosi spettacoli e film.
Granata in seguito divenne un produttore discografico di successo. Possedeva le etichette discografiche Cardinal Records e Granata Records, e produsse cantanti fiamminghi importanti come Marva, Louis Neefs, Miel Cools e il gruppo De Elegasten.
Avrebbe anche scoperto la cantante Sarah Bettens dei K's Choice.
Nel 2008 è stato ospite nel programma I migliori anni con Carlo Conti.
Nel 2014 partecipa al Festival di Maastricht con André Rieu e la sua Johann Strauss Orchestra, cantando prima Buona notte bambino e, infine, Marina; quest'ultima è stata molto apprezzata dal pubblico e dallo stesso maestro Rieu. La canzone sarà poi ripetuta, com'è ormai da tradizione per il Maestro Rieu, nel finale del concerto.
Granata ha pubblicato circa 65 album nel corso della sua carriera, e ora vive ad Anversa.
Ai primi anni della vita di Rocco Granata è ispirato il film Marina (2013), del regista belga Stijn Coninx.

## Discografia parziale

### Singoli
- 1959 Marina/Manuela (Cupol, CEP 250, 7")
- 1960 Germanina/Ein italiano (Bluebell, BB 03045, 7")
- 1960 La bella/Torna a Sorriento (Moonglow Records, 5110, 7")
- 1960 La bella/O ciucciariello (Columbia, C 21 458, 7")
- 1960 Biondina/Rocco cha cha (Columbia, C 21 602, 7")
- 1960 Julia/Rocco cha cha
- 1961 Gisella/Mulino bianco (Moonglow Records, 5145 X 45, 7")
- 1961 Carolina dai!/Biondina (Moonglow Records, 5135 X 45, 7")
- 1961 Sunday Box EP
- 1962 Signorina mit dem blonden haar/Ich bin immer verliebt (Columbia, C 22 179, 7")
- 1962 Signorina bella/Gisella (Bluebell, BB 03069, 7")
- 1962 Irena/Lacrime d'amore (Bluebell, BB 03072, 7")
- 1962 Pupetta/Tango d'amore (Sonet, T 7533, 7")
- 1962 Pepito/Hello America (Artone, GR 24116 A, 7")
- 1962 Tango delle rose/Signorina (Moonglow Records, 5170 X 45, 7")
- 1962 On my way to America/Nature (Moonglow Records, 5172 X 45, 7")
- 1962 Hello Amerika/Signorina bella (Sonet Records, T-7522, 7")
- 1963 Buona notte bambino
- 1964 Du Schwarzer Zigeuner
- 1964 Dreh' dich noch einmal um
- 1964 Molte grazie
- 1964 Noordzeestrand
- 1965 Melancholie
- 1967 Hello buona sera
- 1970 Sarah
- 1971Jessica
- 1972 Zomersproetjes
- 1973 Dansen op de daken
- 1989 Marina 120 BPM
- 1993 Meine Frau
- 1999 Una mattina... Bella ciao/Malaika angelo mio (Cardinal, 2102800, 7")
- 2002 Lass uns tanzen
- 2002 Nächtlich am Busento
- 2002 Bellissima

### Album
- 1960 - Marina and other favorites (Laurie)
- 1968 - Rocco Granata Plays His Hits On Accordeon (Granata Records/Cardinal)
- 1970 - Rocco en de meisjes (Delta)
- 1971 - Rocco Granata in sprookjesland (Cardinal)
- 1971 - Rocco Granata (Caravan)
- 1972 - Zomersproetjes (Cardinal)
- 1973 - Ciao amore (Cardinal)
- 1981 - 20 Fantastic Italian Songs (Activ)
- 1982 - Dichtbij jou (Vogue)
- 1986 - De allergrootste hits van Rocco Granata (Benelux)
- 1986 - Paradiso (His Instrumental Compositions) (Dureco Benelux)
- 1988 - Mit den augen der zärtlichkeit (VM)
- 1989 - Smile (Cardinal)
- 1989 - Popular Italian songs
- 1989 - Marina (New Beat remix - Rocco & The Carnations)
- 1990 - Jetzt noch einmal mit gefühl (VM)
- 1990 - Bella Italia (ABR)
- 1992 - Liebe ist mehr (Megaherz)
- 1995 - Deutsche superschlager mit Rocco Granata (Trend)
- 1998 - Buona sera (CNR) (Dureco)
- 1998 - That's amore
- 1999 - Rocco Granata da Marina a La fotografia (Bumshiva Music)
- 1999 - Rocco Granata Live Brussels 1999
- 2000 - Schöne Weihnacht - Buon Natale
- 2002 - La Fotografia
- 2004 - Rocco Granata - Greatest hits
- 2007 - Paisellu miu con Toots Thielemans (Cardinal)
- 2008 - Ricominciamo (Cardinal)
- 2011 - Rocco con Buscemi (Mostiko)
- 2013 - Argentina con Enrique Noviello e Los Autenticos Decadentes (con i testi di Giacomo Lariccia)
- 2015 - L'italiano con Buscemi (ZYX)
- Rendez-vous met Rocco Granata (Artone)
- Mijn grootste suksessen Nr 2 (Cardinal)
- Uit en thuis met Rocco (Granata)
- Ik ben een gastarbeider (Cardinal)
- Niemand is echt alleen (Cardinal)

## Filmografia parziale
- Marina (2013) Un film del regista belga Stijn Coninx (con Matteo Simoni, Evelien Bosmans, Luigi Lo Cascio) basato sulla vita di Rocco Granata. Egli stesso interpreta un cameo come fornitore di strumenti musicali.
- Eurosong 2002 (2002)
- De Jacques Vermeire show (1998) TV series
- Caravans (1992) TV series
- Het ultieme kerstverhaal (1987) TV series
- Zware jongens (1984)
- Jonny en Jessy (1972)
- Der Händler der vier Jahreszeiten (1971) (regia e libro di Rainer Werner Fassbinder, musica di Rocco Granata)
- Uit met Rocco Granata (1968) (TV)
- Zomercarrousel (1967) (TV)
- Zien naar Jozefien (1967) (TV)
- Dans de hele nacht met ons (1966) (TV)
- Spukschloß im Salzkammergut (1966)
- Ciao Italia (1965) (TV)
- Tijd voor show: Eurosong (1965) (TV)
- Ein Ferienbett mit 100 PS (1965)
- Hochzeit am Neusiedler See (1963)
- Treffpunkt Telebar (1961) (TV)
- De Muziekkampioen (1960) (TV)
- Gauner-Serenade (1960) (TV)
- Marina (1960) (con Rex Gildo, Renate Holm e Rudolf Platte)
- Schick deine Frau nicht nach Italien